# Christian Springer (Autor)
Christian Springer (* 1946 in Wien) ist ein österreichischer Übersetzer, Fachbuchautor und Musikkritiker.

## Leben
Springer wurde als Sohn eines Arztes in Wien geboren. Er absolvierte von 1965 bis 1969 ein Übersetzer- und Dolmetscherstudium an der Universität Wien und erwarb den akademischen Grad des Mag.phil. Nach Abschluss des Studiums war er als freiberuflicher Übersetzer und Dolmetscher für Italienisch tätig sowie von 1970 bis 1979 als Dozent in der Erwachsenenbildung. Neben Studienaufenthalten in Italien studierte Springer Gesang in Wien, u. a. bei Zdenko Kestranek und Ida Valjalo.
Seit 1981 gestaltete er Radiosendungen mit den Schwerpunkten „italienische Oper“ und „historische Sänger“ beim ORF, seit 1984 übte er eine  Publikationstätigkeit aus, vorwiegend über die italienische Oper im 19. Jahrhundert.
Seine in deutscher, italienischer und englischer Sprache verfassten Arbeiten erschienen in Programmheften von Opernhäusern und Konzertsälen (Wiener Staatsoper, Volksoper Wien, Bregenzer Festspiele, Opernhaus Zürich, Opernwerkstatt Wien, Saarländisches Staatstheater, Musikverein Wien, Wiener Konzerthaus, Berliner Philharmonie, Grafenegger Schloßkonzerte usw.) sowie in Musikfachpublikationen (Österreichische Musikzeitschrift, Il Giornale della Musica, Musica, The Record Collector usw.) in Österreich, Deutschland, der Schweiz, Italien und England. Seine Musikkritiken und Fachbeiträge erschienen in spanischer Übersetzung in Scherzo (Madrid) und bei der Asociación Bilbaina de Amigos de la Ópera.
Ab 2000 veröffentlichte er Bücher, vorwiegend zur Person und zu den Werken Giuseppe Verdis. Eine weitere umfangreiche Arbeit anlässlich des 200. Geburtstages von Giuseppe Verdi ist im Februar 2013 erschienen. Im April 2013 kam Regietheater und Oper – Unvereinbare Gegensätze? heraus. Eine überarbeitete und stark erweiterte Fassung wurde im September 2016 unter dem Titel Humbug & Mumpitz – „Regietheater“ in der Oper veröffentlicht. Nach einer akklamierten Lesung seiner Satiren in Wien veröffentlichte er im Juni 2017 24 Satiren. Eine ausführliche Aufarbeitung der Verdi-Rezeption durch den Kritiker Eduard Hanslick erschien im Februar 2018.
Darüber hinaus hielt er Vorträge in Wien (Universität Wien, Österreichische Gesellschaft für Musik, Wiener Staatsoper, Italienisches Kulturinstitut, Haus der Musik, Karajan Centrum, Wissenschaftliches Zentrum der Polnischen Akademie der Wissenschaften), Salzburg (Festspiel-Dialoge) und Graz (Karl-Franzens-Universität), nahm an Diskussionsrunden (ORF TV, Volkstheater, Radiokulturhaus) teil und beriet Intendanten, Dirigenten und Sänger.

## Publikationen
- Verdi und die Interpreten seiner Zeit. Verlag Holzhausen, Wien 2000, ISBN 3-85493-029-1.
- Enrico Caruso. Tenor der Moderne. Holzhausen Verlag, Wien 2002, ISBN 3-85493-063-1.
- Verdi-Studien (Verdi und Wagner / Re Lear – Shakespeare bei Verdi etc.). Edition Praesens, Wien 2005, ISBN 3-7069-0292-3.
- Giuseppe Verdi – Simon Boccanegra. Dokumente – Materialien – Texte. Praesens Verlag, Wien 2008, ISBN 3-7069-0432-2, ISBN 978-3-7069-0432-2.
- Enrico Caruso. Tenor der Moderne (E-Book). epubli GmbH, Berlin 2012, 32 Abbildungen, ISBN 978-3-8442-3096-3.
- Giuseppe Verdi – Leben, Werke, Interpreten (E-Book). epubli GmbH, Berlin 2013, 140 Abbildungen, ISBN 978-3-8442-4066-5.
- „Regietheater“ und Oper – Unvereinbare Gegensätze? (E-Book). epubli GmbH, Berlin 2013, ISBN 978-3-8442-5297-2.
- Humbug & Mumpitz – „Regietheater“ in der Oper (E-Book). epubli GmbH, Berlin 2016, ISBN 978-3-7418-5673-0.
- 24 Satiren (E-Book). epubli GmbH, Berlin 2017, ISBN 978-3-7450-6869-6.
- Eduard Hanslick über Giuseppe Verdis Opern – „… das Geschmack- und Sinnloseste, was die neuere Opern-Literatur hervorgebracht hat – das Werk eines geistlosen Charlatans …“ (E-Book). epubli GmbH, Berlin 2018, ISBN 978-3-7450-9931-7.
- Giuseppe Verdi als Interpret seiner Werke und Verdis Opern als Gegenstand von Interpretation (E-Book). epubli GmbH, Berlin 2018, ISBN 978-3-746714-61-5.